# Jaltomata spooneri
Jaltomata spooneri ist eine Pflanzenart aus der Gattung Jaltomata in der Familie der Nachtschattengewächse (Solanaceae). Sie wurde 2013 erstbeschrieben.

## Beschreibung

### Vegetative Merkmale
Jaltomata spooneri ist ein bis zu 2 Meter hoch werdender Strauch. Seine jungen Zweige sind grün, winkelig und spärlich mit baumartig verzweigten sowie einreihigen, unverzweigten Trichomen besetzt, von denen einige drüsenspitzig sind. Die älteren Zweige sind holzig, drehrund und mit Korkporen versehen. Die Laubblätter stehen wechselständig, oftmals paarig. Die Blattspreite ist papyrusartig und wird bis zu 11,7 Zentimeter lang und 8,6 Zentimeter breit. Sie ist lanzettlich oder eiförmig geformt, nach vorn zugespitzt und auf beiden Seiten fein behaart. Der Blattrand ist ganzrandig bis etwas eingerollt und bewimpert. Die Blattstiele sind bis zu 2,7 Zentimeter lang.

### Blütenstände und Blüten
Die Blütenstände stehen in den Achseln und bestehen aus meist zwei, gelegentlich auch drei Blüten. Die Blütenstandsstiele sind bis zu 15 Millimeter lang und drehrund, die Blütenstiele sind 7 bis 20 Millimeter lang, grün und mit fünf erhabenen, längs verlaufenden Erhebungen versehen. Der Kelch ist grün, während der Blütezeit drehrund und bis zu 23 Millimeter durchmessend. Die Kelchzipfel sind dreieckig, innen unbehaart und außen mit drüsigen unverzweigten und gegabelten Trichomen besetzt. An der unreifen Frucht kann der Kelch einen Durchmesser von bis zu 25 Millimeter haben. Die Krone ist urnenförmig-röhrenförmig und mit einem breiten, zurückgebogenen, zehnlappigen Kronsaum versehen. Sie ist 1,5 bis 2,0 Zentimeter lang und hellgrün bis weißlich gefärbt. Bei einigen Exemplare sind die Längsadern der Krone purpurn gefärbt. Die Außenseite ist spärlich mit unverzweigten Trichomen behaart, gelegentlich können diese drüsenspitzig sein. Der Kronsaum misst 2,5 Zentimeter im Durchmesser und ist mit fünf cremé-grünen, schmal dreieckigen Kronlappen besetzt, die sich mit fünf helleren Läppchen abwechseln. Der Rand des Kronsaums ist bewimpert.
Die Staubblätter werden bis zu 27 Millimeter lang. Die Staubfäden sind farblos, unbehaart und verlängern sich während die Blüte offen ist. Die Staubbeutel sind, wenn sie aufgesprungen und herbarisiert sind, 2,1 bis 2,7 Millimeter lang und stachelspitzig. Sie stehen über die Krone hinaus. An der Basis der Staubfäden sind diese erweitert, so dass sich zwischen ihnen Senken bilden, in denen farbloser Nektar steht. Die Pollenkörner messen 33 bis 38 Mikrometer im Durchmesser, pro Blüte werden ca. 92500 bis 109000 Pollenkörner gebildet. Der Griffel ist 26 bis 28 Millimeter lang und blassgrün. Die Narbe ist dunkler als der Griffel und steht 0 bis 2 Millimeter hinter den geöffneten Staubbeutel. Sie ist köpfchenförmig und zweilappig. Der Blütenboden umschließt die Basis des Fruchtknotens.

### Früchte und Samen
Die Früchte sind nahezu kugelförmige Beeren. Es wird angenommen, dass sie bis zu 13 Millimeter groß werden und zur Reife orange gefärbt sind. Die Samen sind hellbraun und nahezu nierenförmig bis nahezu kreisförmig.

## Vorkommen und Standorte
Die Art kommt in den peruanischen Regionen Cusco (Provinz Quispicanchi) und Puno (Provinzen Carabaya, Macusani und Sandia) vor. Sie wurde in Höhenlagen zwischen 2800 und 3700 Metern gefunden. Die Standorte sind oftmals nahe Zäunen, Wohnhäusern, Hecken, Straßenrändern und Steinwänden in der Umgebung von kultiviertem Land oder ehemaligen Nebelwäldern.

## Botanische Geschichte
Die Erstbeschreibung der Art wurde 2013 von Thomas Mione und Segundo Leiva veröffentlicht. Das Artepitheton wurde zu Ehren David Spooners für seine Unterstützung Miones durch Spenden von Jaltomata-Samen und -Pflanzen vergeben. Das Typusexemplar wurde am 9. Januar 2010 von Thomas Mione, Segundo Leiva G. und Leon Yacher in der Provinz Sandia gesammelt. Der Holotyp-Beleg befindet sich im Herbarium der Universidad Nacional de San Agustín in Arequipa, Isotyp-Belege werden in den Herbarien des Field Museum of Natural History in Chicago und des New York Botanical Garden aufbewahrt.

## Bedeutung
Die Früchte werden von den Einheimischen im Verbreitungsgebiet gegessen. Lokale Namen für die Früchte sind „Ahuaimantu“, „Aguaymantai“ und „Chilto“.  

## Nachweise
- Thomas Mione, Segundo Leiva G. und Leon Yacher: Jaltomata spooneri (Solanaceae): A new species of Southern Peru. In: Phytologia, Band 95, Nummer 2, Mai 2013. S. 167–171.